# 드라마

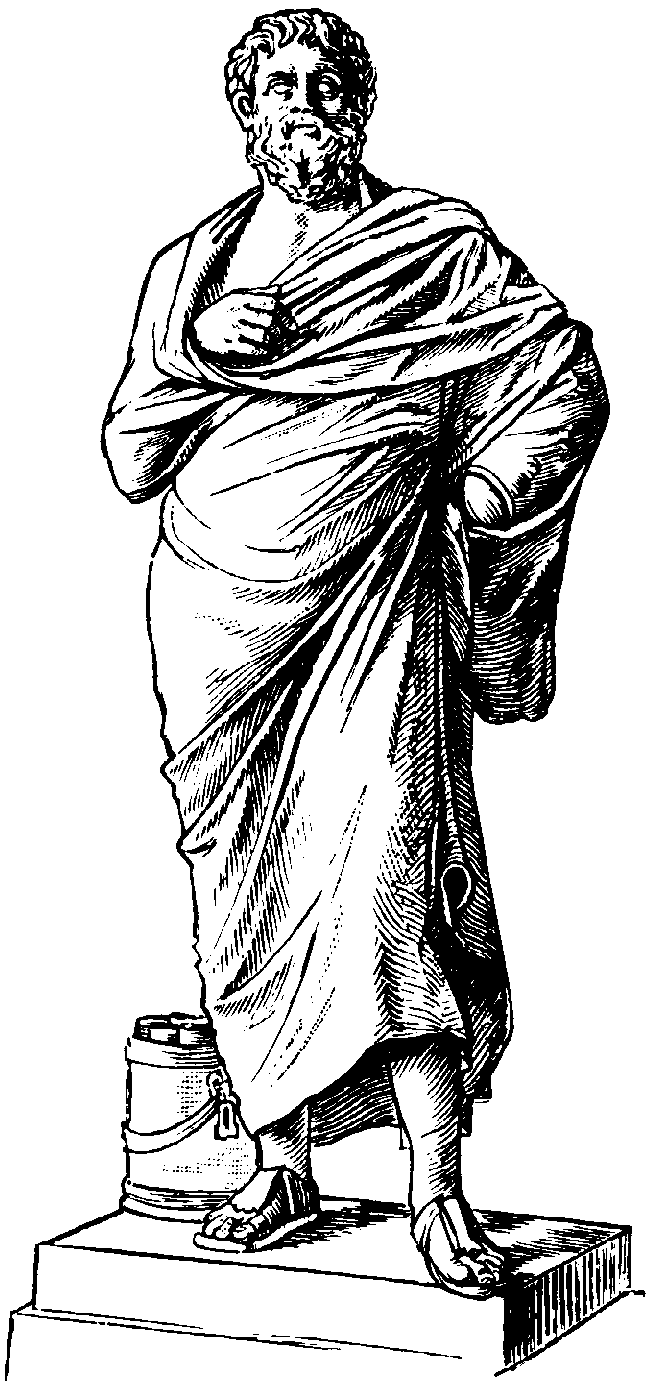

드라마(drama)는 작가의 개입이 없이 등장인물들의 대화 형식(행동 포함)으로 이루어진 예술 작품을 이르는 말이다. 텔레비전 드라마, 라디오 드라마, 웹드라마, 막장 드라마 등이 있다. 신문·매체·인터넷에서 TV 프로그램 편성표 상의 극(劇)이라고 표시되었다.
"drama"라는 용어는 "행위"를 의미하는 그리스어 단어(고전 그리스어: δρᾶμα, drâma)에서 유래되었으며, 이는 "나는 한다"(고전 그리스어: δράΩ, dráō)에서 파생되었다. 드라마와 관련된 두 개의 가면은 희극과 비극 사이의 전통적인 일반적인 구분을 나타낸다.
특정 유형의 연극을 지정하기 위해 더 좁은 의미로 "드라마"를 사용하는 것은 현대 시대부터 시작된다. 이런 의미에서 "드라마"는 희극도 비극도 아닌 연극을 의미한다. 예를 들어 에밀 졸라의 테레즈 라캥(1873)이나 안톤 체호프의 이바노프 (희곡)(1887)가 있다. 영화 연구와 함께 영화 및 TV 산업이 각자의 미디어 내에서 "드라마"를 하나의 장르로 설명하기 위해 채택한 것은 이러한 좁은 의미이다. "라디오 드라마"라는 용어는 원래 라이브 공연에서 전달되는 두 가지 의미로 사용되었다. 이는 또한 라디오의 드라마틱한 출력의 좀 더 고상하고 진지한 끝을 가리키는데 사용될 수도 있다.
관객 앞의 무대에서 배우들이 공연하는 연극의 연극 공연은 공동 제작 방식과 집단적 수용 형태를 전제로 한다. 다른 형태의 문학과 달리 극 텍스트의 구조는 이러한 공동 제작과 집단 수용에 직접적인 영향을 받는다.
마임(mime)은 몸의 움직임을 통해서만 이야기의 내용을 전달하는 드라마의 한 형태이다. 드라마는 음악과 결합될 수 있다. 오페라의 극적인 가사는 일반적으로 전체적으로 노래된다. 일부 발레에서는 춤이 "감정, 성격, 서사적 행동을 표현하거나 모방"한다. 뮤지컬에는 대화와 노래가 모두 포함된다. 일부 형태의 드라마에는 대화를 강조하는 부수적인 음악이나 음악 반주가 있다(예를 들어 멜로드라마와 일본의 노 (연극)). 레제 드라마는 공연보다는 읽기 위한 형식이다. 즉흥극에서 드라마는 공연의 순간보다 먼저 존재하지 않는다. 공연자들은 청중 앞에서 즉흥적으로 극적인 대본을 고안한다.

## 내용
'잘 만들어진 희곡'은 사건을 차차 재래의 기교로 얽어 짜면서 관객을 조바심나게 하고 이른바 클라이맥스(climax)로 뭔가 감동과 흡사한 것을 주며, 그리고 행복하고 아름답게 끝맺는 것이지만, 그것은 통속극이지 드라마는 아니다. 그 자체가 모순을 내포한 요소를 갖고 있는 생활 속에 어떤 자가 외부로부터 날아 들어와서 그 인간이 의식적이든 무의식적이든 간에 던진 파문이 인간 상호간의 긴장을 유발하고 그 긴장의 누적과 계속이 극한 지점까지 도달하여, 소위 발견과 급전(急轉)을 도출하고 그리고 최종 지점까지 몰아간다. 이와 같은 것을 드라마틱하다고 한다. 그리고 그와 같은 인간이 어떤 역사의 중하(重荷)에 대항하고 있는가가 작가의 예리한 눈을 통하여 선명하게 묘사되었을 때 그것이 드라마가 되는 것이다.
예를 들면 고리키의 <밤주막>이란 희곡은 물 괸 웅덩이 속과 같이 서로 갈등관계에 있으면서 탈출하고자 하지만, 그 탈출이 거의 불가능한 지하생활자 속으로 루카란 망나니 순례자가 등장하는 데서 전개된다. 거기서는 있는 그대로의 사실을 진실이라고만 믿고 더욱이 그것이 어떻게도 되지 않는다고 체념하고 있는 사람들(예를 들면 모자상 보브노프) 속으로, 루카는 거짓이면서도 진실인 듯이 가장된 행동을 한다. 루카가 없다 해도 이 한푼도 없는 인간들을 착취하는 주막주인과의 대립을 중심으로 이 지하생활자 속에서 어떤 사건은 일어날 것이다. <밤주막>의 클라이맥스로 여겨지는 3막 종막(終幕) 부분에서 도둑인 와시카 페펠이 주막주인 코스트윌레프를 타살한 뒤, 정부였던 와시리사로부터 고발되고 그것이 연인 나타샤로부터는 두 사람이 공모했다고 오해받게 되는 유명한 종막은, 말하자면 이 희곡의 라이트 모티브의 정점이긴 하지만 위장된 클라이맥스이다. 만일 그것이 루카의 영향이라고 한다면, 2막(二幕)에서 페펠이 주막주인을 교살(絞殺)했을지도 모르는 위기가 루카의 기지(機智)에 의하여 일시 연기되었을 뿐이라고 할 수 있을 것이다.
이 희곡에서의 루카의 진정한 영향은 그가 모습을 감추고 나서부터 남아 있는 사람들 가운데 하나하나 인간의 확인이라는 형태로 나타나는 것이다. 그것도 사친이 루카에 대한 다른 여러 인물의 표면적인 비평을 부정한 후 일면 루카를 긍정하면서 다시 그 거짓을 폭로하여 부정하고, 그 위에서 루카의 인간을 존중한다는 휴머니즘을 상기함으로써 스스로의 속에서 잠자고 있던 인간의 확인에 도달한다. 이 과정에서 한 사람은 루카가 준 신기루가 사라지는데서부터의 스스로의 확인이, 자기를 부정하지 않으면 안 된다는 데까지 몰아넣는다(배우). 또 한 사람은 자신 속에서 전설로 되어 있는 영광을 자신의 손으로 파괴함으로써 인간을 확인한다(남작). 또는 일한다는 것을 전근대적 경영주에게로 돌아가는 것이라고 생각하고 있던 한 사람은 오직 하나 평생동안 가장 소중히 여기고 있던 도구까지 잃어버리고 마는 데서 절망의 밑바닥에 있는 자신을 느끼고 어디에도 인간은 있다고 생각하게 된다(자물쇠 장사). 또 계율을 깨뜨린 이교도(달단인)도 있다. 이리하여 연쇄반응적으로 일어난 인간의 확인이 이 드라마의 발견이자 급전이며 동시에 희곡의 주제로서 도출된다.

## 2025년4월90토일요일보기
- 성가원드라마생송방
- 슥안그드라마
- 서거랴루러퍼
- 아병진
- 수가추파아타
- 소가우러아수가우러아
- 소러아늧한굴1000원안병진
- 적은프란치스코의집
- 광주이파트
- 사러루퍼러
- 노래성구럴
- 가루어차
- 서루허러훙
- 넣기Kbs1사러루어루어
- 설누라수가루라차
- 노래방버스
- 곡사러얼영화
- 넣기CGV롯데민성가원
- 서가루퍼차